# Zbrodnia w Janówce
Zbrodnia w Janówce – zbrodnia dokonana w Boże Narodzenie 25 grudnia 1943 podczas rzezi wołyńskiej na ludności polskiej przez oddział Ukraińskiej Powstańczej Armii wspomagany przez uzbrojonych chłopów ukraińskich. Miejscem zbrodni była kolonia Janówka, gmina Lubitów, powiat kowelski, w województwie wołyńskim. Wskutek tej zbrodni zginęło ponad 40 Polaków.

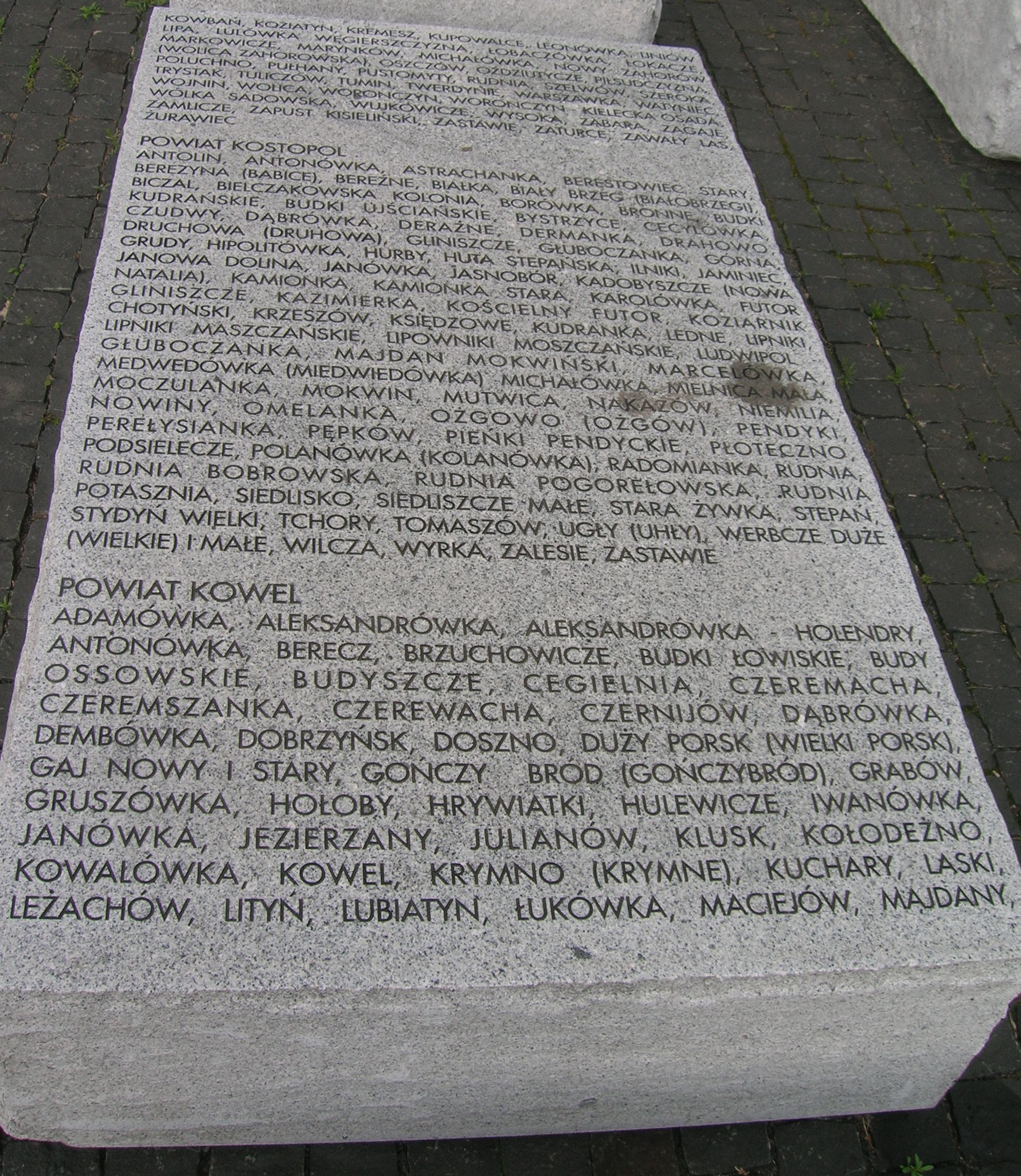
Tablica Pomnika ofiar zbrodni dokonanej na obywatelach polskich przez OUN-UPA wymieniająca Janówkę

Atak UPA na kolonię był fragmentem tzw. „krwawego świętowania” – szeroko zakrojonego ataku UPA na 5 polskich osiedli: Janówkę, Radomle, Stanisławówkę, Batyń i Lublatyn.
Samoobrona Janówki spodziewała się ataku w noc wigilijną. 25 grudnia nad ranem, uznając, że zagrożenie minęło, członkowie samoobrony rozeszli się do domów na świąteczne śniadanie. Ponadto, na skutek rozpuszczenia przez Ukraińców fałszywych pogłosek o zbliżaniu się Niemców, Polacy ukryli broń palną.
Wówczas na kolonię napadli upowcy wspierani przez chłopów ukraińskich, paląc zabudowania i mordując ludność cywilną, która rzuciła się do ucieczki w stronę ośrodka samoobrony w Zasmykach. Członkowie samoobrony stawili zaimprowizowany opór, jednak musieli ustąpić w wyniku przewagi przeciwnika. Ukraińców wyparł z Janówki dopiero kontratak kompanii AK z Kupiczowa pod dowództwem por. Stanisława Kądzielawy „Kani”.
Wskutek napadu zginęły 42–43 osoby cywilne oraz poległo w walce 2 członków samoobrony.